# Fatal
«Fatal» (яп. ファタール фата:ру) — песня японского дуэта Gemn, состоящего из Кэнто Накадзимы и Тацуи Китани. Она была выпущена 4 июля 2024 года на лейбле Mastersix Foundation в качестве открывающей темы для второго сезона японского аниме Oshi no Ko.

## Предыстория
26 мая 2024 года на официальный YouTube-канал Oshi no Ko был загружен первый трейлер второго сезона аниме. Было раскрыто, что открывающей темой станет «Fatal» от Gemn, без какой-либо информации о самом артисте. В тот же день был запущен сайт с обратным отсчётом до раскрытия подробностей, включая послания от участников и строчки текста из песни. 30 июня было раскрыто, что под Gemn скрываются Кэнто Накадзима и Тацуя Китани. Также была сообщена дата релиза песни: 4 июля.

## Видеоклип
Видеоклип на песню снят в Республике Корея. Он был загружен на YouTube-канал Китани 5 июля 2024 года.

## Награды
| Церемония                    | Год  | Награда                                 | Результат |
| ---------------------------- | ---- | --------------------------------------- | --------- |
| Anime Trending Awards        | 2025 | Лучшая открывающая тема года            | Номинация |
| Crunchyroll Anime Awards     | 2025 | Лучшая открывающая тема                 | Номинация |
| Crunchyroll Anime Awards     | 2025 | Лучшая песня из аниме                   | Номинация |
| MTV Video Music Awards Japan | 2025 | Лучшее видео в тренде                   | Победа    |
| Music Awards Japan           | 2025 | Выбор слушателей: лучшая японская песня | Номинация |
| Reiwa Anisong Awards         | 2025 | Лучшая композиция                       | Победа    |

## Списки треков
| №  | Название | Длительность |
| -- | -------- | ------------ |
| 1. | «Fatal»  | 3:40         |

| №  | Название                         | Длительность |
| -- | -------------------------------- | ------------ |
| 1. | «Fatal»                          | 3:40         |
| 2. | «Fatal» (только Кэнто Накадзима) | 3:40         |
| 3. | «Fatal» (только Тацуя Китани)    | 3:40         |
| 4. | «Fatal» (инструментал)           | 3:40         |

| №  | Название                               | Длительность |
| -- | -------------------------------------- | ------------ |
| 1. | «Fatal» (видеоклип)                    | 3:39         |
| 2. | «Создание Gemn» (англ. Making of Gemn) | 19:15        |

| №  | Название | Длительность |
| -- | --- | ------------ |
| 1. | «Вступительная заставка 2 сезона Oshi no Ko без титров» (яп. TVアニメ『【推しの子】』第2期ノンクレジットオープニング) | 1:29         |

## Чарты
| Чарт (2024)                       | Высшая позиция |
| --------------------------------- | -------------- |
| Мир (Billboard Global Excl. U.S.) | 157            |
| Япония (Anime Singles)            | 2              |
| Япония (Combined Singles)         | 2              |
| Япония (Hot Animation)            | 2              |
| Япония (Japan Hot 100)            | 3              |
| Япония (Oricon)                   | 5              |

| Чарт (2024)            | Позиция |
| ---------------------- | ------- |
| Япония (Anime Singles) | 4       |
| Япония (Oricon)        | 19      |

| Чарт (2024)            | Позиция |
| ---------------------- | ------- |
| Япония (Hot Animation) | 13      |
| Япония (Japan Hot 100) | 54      |

## Сертификации
| Регион                                                           | Сертификация | Продажи     |
| Стриминг                                                         | Стриминг     | Стриминг    |
| ---------------------------------------------------------------- | ------------ | ----------- |
| Япония (RIAJ)                                                    | Платиновый   | 100 000 000 |
| Данные только о прослушиваниях приведены на основе сертификации. |              |             |